# Half-Life: C.A.G.E.D.
Half-Life: C.A.G.E.D. — модификация для игры Half-Life от разработчика Кейла Джорджа и команды Future Games Select, выпущенная 21 сентября 2017 года. По сюжету игрок должен сбежать из тщательно охраняемой тюрьмы.
Мод был выпущен для Microsoft Windows в сервисе Steam и стал доступен для OS X и Linux в декабре 2017.

## Игровой процесс
Геймплей в целом схож с оригинальной Half-Life. Прохождение игры занимает от получаса до часа.
В арсенале игрока присутствуют 9 видов оружия из Half-Life (огнестрельные, взрывчатые и арбалет), однако пистолет Glock 17 и пистолет-пулемёт HK MP5 получили новые текстуры. Вместо монтировки игроку даётся вантуз. Врагами являются бойцы HECU, представленные в роли тюремной охраны, а также вертолёт AH-64 «Апач» в качестве финального босса и изредка встречающиеся турели.

## Сюжет
Игра начинается с того, что протагонист находится в камере с другими заключёнными. Игрок должен взорвать канализационную трубу и сбежать через неё. Затем герой пробирается через исправительное учреждение, избегая встречи с охранниками или убивая их, и достигает кульминации в битве в доках тюрьмы, где находится скоростной катер.

## Разработка
Модификация была сделана Кейлом Джорджем, бывшим сотрудником Valve, который ранее работал над Team Fortress 2 и Portal 2. 17 августа образованная им команда разработчиков Future Games Select выпустила трейлер модификации, а на форуме The Whole Half-Life была объявлена дата выпуска — 1 сентября 2017 года. Музыку написал Гарретт «Lazerhawk» Хейс, синтвейв-продюсер.

## Оценки игроков и критиков
Модификация получила положительные отзывы критиков и фанатов. Игру похвалили за продуманный дизайн и атмосферу. Kotaku похвалил игру за стрельбу, назвав её «замечательным модом с отличными перестрелками».
В Daily SPUF раскритиковали сложность игры, заявив, что обычная сложность была несбалансированной из-за малого количества боеприпасов и здоровья, а также оружия, наносящего небольшой урон врагам, но похвалив за использование движка GoldSrc для создания сеттинга и порекомендовав его игрокам. Элис О’Коннор из Rock, Paper, Shotgun похвалила визуальные эффекты и атмосферу игры, но раскритиковала оружие и низкий урон.
Мод был признан «классикой месяца» в блоге RunThinkShootLive в июне 2020 года и одной из лучших модификаций 2017 года по версии редакторов Mod DB.